# Katrin Troendle
Katrin Troendle (* 1967 in Leipzig; † 28. Juni 2025) war eine deutsche Kabarettistin und Sängerin.

## Leben
Katrin Troendle wuchs in Leipzig auf, wo sie auch zeitlebens wohnte.
Nach ihrem Schulabschluss studierte sie Gesang von 1986 bis 1990 an der Hochschule für Musik und Theater „Felix Mendelssohn Bartholdy“ Leipzig. Anfang der 1990er Jahre gründete sie gemeinsam mit den beiden Kabarettisten Bert Callenbach und Jens Riedel das Kabinett Troendle. Sie absolvierte eine Vielzahl von Auftritten von Varieté an Leipziger Bühnen sowie auch in der Schweiz und in Belgien. Im Laufe der Jahre erhielt Troendle im Volksmund den Spitznamen Sachsen-Diva. Sie war Mitte der 1990er Jahre eine der Initiatoren zur Wiedereröffnung des Krystallpalastes Leipzig.
Im Jahr 2002 eröffnete sie in der Leipziger Innenstadt ein Nichtraucherlokal.
Troendle hatte zwei Kinder. Im Jahr 2009 erkrankte sie an Brustkrebs, von dem sie 2011 wieder genesen war. Danach trat sie wieder öffentlich auf. Im Jahr 2023 erlitt sie ein Rezidiv. Bis Ende des Jahres 2024 stand sie weiterhin auf der Bühne. Am 28. Juni 2025 starb sie im Alter von 58 Jahren in einem Hospiz an den Folgen ihrer Krebserkrankung.